# Cardiomiopatia restrittiva
Per  cardiomiopatia restrittiva  o  miocardiopatia restrittiva, si intende una patologia che interessa il muscolo cardiaco e si manifesta e caratterizza la disfunzione diastolica del miocardio.
Tale alterazione comporta un aumento della rigidità della camera ventricolare colpita, che si esplica a sua volta in una riduzione del rilasciamento cardiaco e del riempimento diastolico.

## Epidemiologia
Si ritiene sia la forma meno comune di cardiomiopatia.

## Sintomatologia
I sintomi e i segni clinici sono gli stessi dello scompenso cardiaco congestizio, con congestione polmonare e scarso incremento della gittata cardiaca.
Oltre alla scarsa tolleranza allo sforzo, dispnea, sono presenti astenia, edema, ascite, anasarca, epatomegalia, pressione venosa elevata con turgore delle giugulari e il tipico segno di Kussmaul presente.

## Eziologia
Le cardiomiopatie restrittive sono patologie che colpiscono il muscolo cardiaco e sono caratterizzate da ridotto riempimento ventricolare, riempimento restrittivo appunto, di uno o entrambi i ventricoli con funzione sistolica normale o lievemente depressa.
Vengono princincipalmente distinte in primitive e secondarie.

### Cardiomiopatie primitive
1. Fibrosi endomiocardica: è presente nelle aree tropicali, colpisce bambini e giovani, nel 50% entrambi i ventricoli e nel 40% solo il sinistro. Si estende dall'apice verso le valvole atrio-ventricolari. È associata ad un alto tasso di mortalità. Il trattamento medico è di scarsa efficacia.
2. Ipereosinofilia o endocardite di Loeffler: quadro caratterizzato da estesa fibrosi endomiocardica associata a grossi trombi parietali, ipereosinofilia periferica e infiltrati eosinofili parenchimali;
3. Cardiomiopatia restrittiva idiopatica: normalmente è una diagnosi di esclusione. È una malattia che può essere geneticamente predeterminata in modo autosomico dominante.

### Cardiomiopatie secondarie
1. Amiloidosi
2. Sarcoidosi
3. Cardite da radiazioni: si può manifestare molti anni dopo il trattamento radioterapico con coinvolgimento della maggior parte delle strutture cardiache.
4. Malattie da accumulo metabolico:

- Emocromatosi
- Glicogenosi
  - Malattia di Fabry, legato al cromosoma X
  - Malattia di Gaucher, più raro del precedente

## Anatomia patologica
In generale il quadro anatomo-patologico è aspecifico. I vari quadri eziologici presentano in comune un cuore generalmente di dimensioni normali con cavità non dilatate, pareti rigide e scarsamente espansibili. Frequente è la dilatazione atriale bilaterale. A livello microscopico troviamo fine fibrosi interstiziale di vario grado, talora possibile disordine architetturale.

## Fisiopatologia
La cardiomiopatia restrittiva si caratterizza da un aumento della rigidità delle pareti ventricolari, con conseguente aumento della pressione e solo un modesto aumento del volume ventricolare . La sistole  è preservata raramente, spesso solo nelle fasi iniziali della cardiomiopatia.

## Esami
- Radiografia del torace, dove si osserva l'ingrandimento anche se lieve del ventricolo sinistro e l'assenza di calcificazioni
- Ecocardiografia, con tale esame si assiste all'ispessimento della parete ventricolare
- Elettrocardiogramma, per escludere coinvolgimenti del pericardio e mostra fibrillazione atriale
- Cateterismo cardiaco, le anomalie delle pressioni diastoliche si osservano in questo esame, e si possono comprendere il coinvolgimento di malattie infiltrative.

## Prognosi
La prognosi cambia a seconda dei casi; spesso i sintomi si evolvono, portando anche alla morte del soggetto.

## Terapia
Il trattamento prevede la restrizione di Sali e l'uso farmacologico dei diuretici e degli anticoagulanti possono apportare notevoli miglioramenti.
I digitalici sono invece soggetti a delle restrizioni.